# Heinrich Feiler
Heinrich Feiler (* 12. November 1895 in Komotau, Österreich-Ungarn; † 5. August 1969 in Stuttgart) war ein deutscher Jurist und Landrat.

## Leben und Wirken
Nach Schulbesuch ging er zum Studium der Rechtswissenschaften an die K.k. deutsche Karl-Ferdinands-Universität in Prag, wo er zum JUDr. promovierte. Seine erste Stelle erhielt Feiler 1921 als Schreiber am Gerichtsamt in Komotau in der neugebildeten Tschechoslowakei. Danach war er von 1922 bis 1926 als Praktikant in verschiedenen Anwaltskanzleien tätig. In dieser Zeit legte er am 30. November 1925 die große juristische Staatsprüfung ab. 1926 eröffnete er eine eigene Kanzlei als Rechtsanwalt in Komotau, die er bis 1939 betrieb. Am 5. Oktober 1933 trat er der SdP (Mitgliedsnummer 1.046) bei, am 13. Januar 1939 beantragte er dann die Aufnahme in die NSDAP und wurde rückwirkend zum 1. November 1938 aufgenommen (Mitgliedsnummer 6.643.435).
Nach der aufgrund des Münchner Abkommens erfolgten Besetzung der Grenzgebiete der Tschechoslowakei durch das Deutsche Reich und der Bildung des Reichsgaus Sudetenland wurde er im August 1939 durch den Aussiger Regierungspräsidenten Hans Krebs zunächst kommissarisch als Landrat im Landkreis Bilin eingesetzt. Zum 1. Februar 1941 übernahm er dann dieses Amt definitiv. Gleichzeitig war er in der NSDAP-Kreisleitung Bilin für Kommunalpolitik zuständig. Ab 1944 musste er auch mehrere Landräte benachbarter Kreise vertreten, die zum Kriegsdienst einberufen worden waren.
Als Heimatvertriebener ließ sich Feiler nach 1945 zunächst in Obermühlhausen nieder. Er starb 1969 in Stuttgart.